# Thalleulia
Thalleulia là một chi bướm đêm thuộc phân họ Tortricinae của họ Tortricidae.

## Các loài
- Thalleulia gracilescens Razowski, 2004